# Bellegarde-en-Forez
Bellegarde-en-Forez je naselje in občina v francoskem departmaju Loire regije Rona-Alpe. Naselje je leta 2009 imelo 1.833 prebivalcev.

## Geografija
Kraj leži v pokrajini Forez ob reki Anzieux, 29 km severno od Saint-Étienna.

## Uprava
Občina Bellegarde-en-Forez skupaj s sosednjimi občinami Andrézieux-Bouthéon, Aveizieux, Chambœuf, Cuzieu, Montrond-les-Bains, Rivas, Saint-André-le-Puy, Saint-Bonnet-les-Oules, Saint-Galmier in Veauche sestavlja kanton Saint-Galmier s sedežem v Saint-Galmieru. Kanton je sestavni del okrožja Montbrison.

## Zanimivosti
- grad Château de Bellegarde-en-Forez,
- cerkev sv. Anemunda,
- kapela sv. Petra, Montmeyn,
- ostanki nekdanje mitnice ob poti Bordeaux - Lyon.